# Aclou
Aclou je francouzská obec v departementu Eure v regionu Normandie. V roce 2011 zde žilo 271 obyvatel.

## Sousední obce
Boisney, Brionne, Carsix, Fontaine-la-Soret, Franqueville

## Vývoj počtu obyvatel
Počet obyvatel 